# Ickleford
Ickleford – wieś w Anglii, w hrabstwie Hertfordshire, w dystrykcie North Hertfordshire. Leży 25 km na północny zachód od miasta Hertford i 53 km na północ od centrum Londynu. Miejscowość liczy 1848 mieszkańców.